# باميلا فرانك
باميلا فرانك (بالإنجليزية: Pamela Frank)‏ هي معلمة موسيقى وعازفة كمان أمريكية، ولدت في 20 يونيو 1967 في نيويورك في الولايات المتحدة.

## وصلات خارجية
- الموقع الرسمي
- باميلا فرانك على موقع IMDb (الإنجليزية)
- باميلا فرانك على موقع ميوزك برينز (الإنجليزية)
- باميلا فرانك على موقع أول ميوزيك (الإنجليزية)
- باميلا فرانك على موقع ديسكوغز (الإنجليزية)